# Агуя (рід)
Агуя (Geranoaetus) — рід соколоподібних птахів родини яструбові (Accipitridae).

## Види
Рід включає три види:
- Канюк білохвостий (Geranoaetus albicaudatus)
- Канюк андійський (Geranoaetus polyosoma)
- Агуя (Geranoaetus melanoleucus)